# Městská oblast

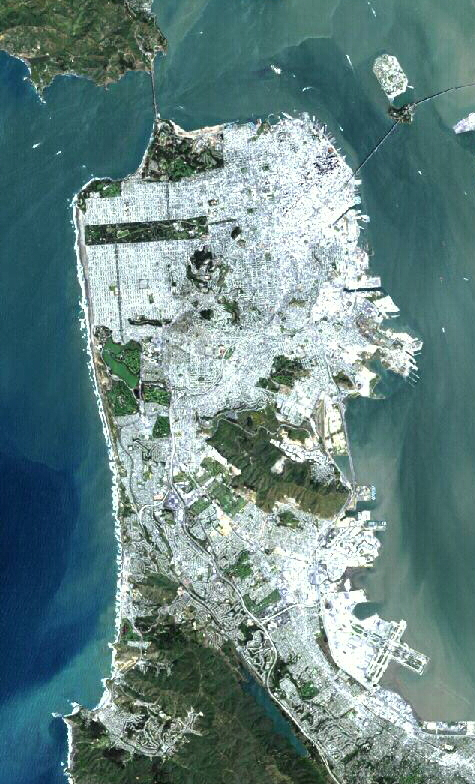
San Francisco, příklad urbanizované oblasti

Městská oblast nebo urbanizovaná oblast je oblast se zvýšenou hustotou člověkem vytvořených struktur městského typu ve srovnání s okolím, které ji obklopuje. Městské oblasti se obvykle nazývají města.
Na rozdíl od městské oblasti zahrnuje metropolitní oblast nebo metropolitní region kromě městské oblasti i satelitní města a okolní obce, které jsou hospodářsky propojeny s centrálním městem.

## Městské oblasti v severní Evropě
Ve státech severní Evropy (Dánsko, Finsko, Norsko a Švédsko) se městské oblasti vymezují pro statistické účely. Nemají vlastní samosprávu. Vyhlašují je statistické úřady jednotlivých zemí. Od roku 1960 používají společnou definici. Jedná se o souvislé oblasti s nejméně 200 obyvateli, kde vzdálenost mezi domy nepřesahuje 200 metrů (v Norsku 50 metrů). Oblasti se vymezují bez ohledu na administrativní hranice. Mohou se tedy rozkládat na území více samosprávných obcí, případně i krajů.

### Dánsko
V Dánsku se městská oblast nazývá byområde.

### Finsko
Ve Finsku se městská oblast nazývá taajama.

### Norsko
V Norsku se výrazů tettsted (norsky Bokmål), nebo tettstad (norsky Nynorsk) používá k popisu osady nebo souboru domů, které jsou pro statistické účely evidovány jako městdká nebo sídelní oblast. Tettsted (doslova: husté místo, tedy místo s vysokou hustotou obyvatelstva). Tettstedy jsou každoročně stanoveny norským statistickým úřadem Statistisk sentralbyrå (SSB) podle určitých kritérií. Tettsted má minimálně 200 obyvatel a vzdálenost mezi jednotlivými domy by normálně neměla přesáhnout 50 metrů. Vzdálenost může být větší, pokud např. přírodní podmínky v území neumožňují zástavbu nebo pokud jsou zde prostorově náročná zařízení, jako jsou školy nebo průmyslové objekty. V komune může být několik tettstedů. Jednotlivé tettstedy přitom mohou zasahovat do několika komune.
V roce 2022 žilo celkem 82,67 % norského obyvatelstva v tettstedu.

#### Tettsted nebo město
Termíny „tettsted“ a „město“ (norsky by) se u větších tettstedů často používají jako synonyma. Na druhé straně malý tettsted obvykle za město považován není. Většina větších tettstedů má statut města také oficiálně. Někdy se tettsted skládá z několika osad se statutem města, které časem srostly. To je třeba případ tettstedů Fredrikstad/Sarpsborg nebo Porsgrunn/Skien. V minulosti vedl status města (norsky bystatus) k obchodním nebo jiným právním výsadám. Zákon dlouho rozlišoval městská sídla (bykommuner) a venkovská sídla (landkommuner). Právní rozdíly se však stále snižovaly, až byly na konci 20. století zcela zrušeny. Od 90. let 20. století již statut města neuděluje vláda, ale kommune, které osídlení náleží. Otevřením statutu však prudce vzrostl počet míst se statutem města a i menší místa byla příslušnými místními parlamenty označena za města.
Pro získání statutu města byly následně do zákona zahrnuty tři podmínky:
- Vydávající kommune musí mít alespoň 5 000 obyvatel.
- Městský tettsted musí v kommune mít obchodní funkce a poskytovat i další služby.
- Musí tam být koncentrovaná zástavba.

### Švédsko
Ve Švédsku se městská oblast nazývá tätort (doslova: husté místo), v množném čísle tätorter. V zemi se nachází více než 2000 městských oblastí (sídel) a žije v nich více než 9 milionů lidí, zhruba 88 % celkové populace. 10 městských oblastí má více než 100 000 obyvatel.
Největší městskou oblastí je Stockholm (Stockholms tätort). V roce 2020 v ní žilo 1,6 milionů lidí. Rozkládá se na území 12 obcí, přičemž u 3 z nich zahrnuje celé území (Stockholm, Upplands Väsby a Sollentuna), ostatní jen část. V samotné obci Stockholm žije necelých 980 tisíc obyvatel.